# Katelyn Rose Downey
Katelyn Rose Downey, född 15 februari 2009 i Dublin, är en irländsk skådespelare.
Downey har bland annat medverkat i TV-serien Clean Sweep från 2023. Hon har även medverkat i filmerna The Princess från 2022 och The Nun 2 från 2023.

## Filmografi (i urval)
- 2022: The Princess
- 2023: The Nun 2
- 2023: Clean Sweep